# Baxtrix
Baxtrix, pe numele său civil Štěpán Buchta (n. 28 septembrie 1995, Brno, Cehia) este un YouTuber ceh care a crescut în Canada. Creează conținut în cehă și engleză. El se concentrează pe videoclipuri ale jocurilor sale (let's play). Ca jucător de jocuri pe calculator, el este campionul Republicii Cehe în League of Legends 2013 și 2014. El a câștigat titlul în 2013 cu echipa eSuba, din care a făcut parte până în 2015.
De asemenea, participă la diverse concursuri de jocuri și la convenții și festivaluri ale youtuberilor. De exemplu, în octombrie 2013 și 2014 a făcut parte din echipa câștigătoare a campionatului oficial al Republicii Cehe în domeniul jocurilor pe calculator (în special League of Legends), care a avut loc la festivalul ForGames de la Centrul de expoziții din Praga, în Letňany. În mai 2018 a participat la festivalul Utubering de la Centrul Expozițional Brno.

## YouTube
În 2017, revista Forbes, în colaborare cu analiștii de la startup-ul Socialbakers, l-a clasat pe locul 13 pe lista YouTuberilor cehi și pe locul 36 pe lista generală a celor mai influenți cehi pe social media. În 2021, aceeași revistă l-a clasat pe locul patru în lista celor mai bine plătiți 10 YouTuberi din Republica Cehă, cu un venit anual estimat la 10 milioane CZK.